# Кастель-Гоффредо
Кастель-Гоффредо, Кастель-Ґоффредо (італ. Castel Goffredo) — муніципалітет в Італії, у регіоні Ломбардія,  провінція Мантуя.
Кастель-Гоффредо розташований на відстані близько 420 км на північний захід від Рима, 105 км на схід від Мілана, 29 км на північний захід від Мантуї.
Населення — 12 533 особи (2014).

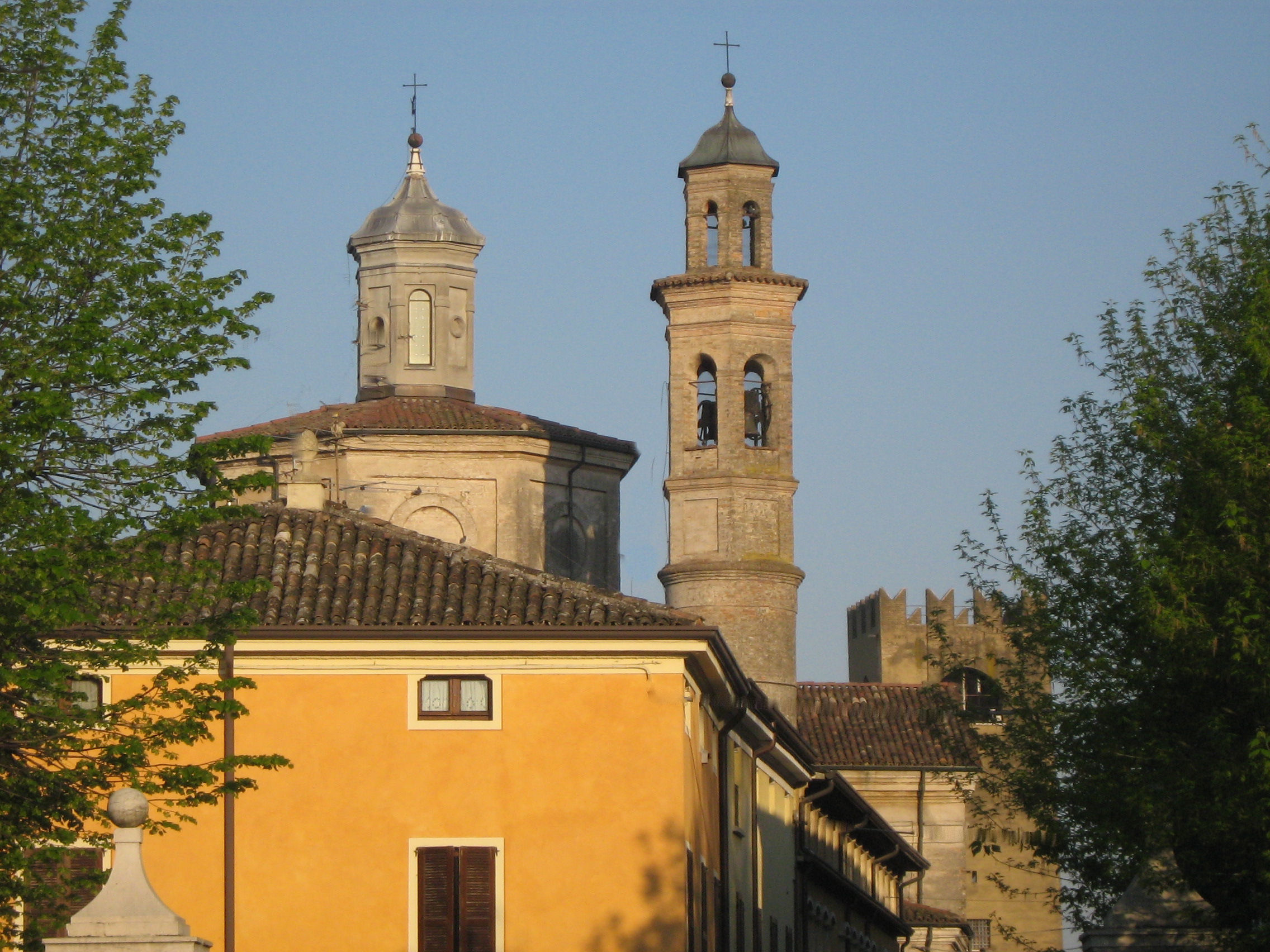

Щорічний фестиваль відбувається 18 жовтня, 2 червня. Покровитель — San Luca Evangelista, compatrono Sant'Erasmo Vescovo e Martire.

## Демографія
Населення за роками:

Станом на 1 січня 2023 року в муніципалітеті офіційно проживало 2385 іноземців з 56 країн, серед них 246 громадян країн Євросоюзу та 94 громадяни України.

## Міста-побратими
- Піран, Словенія (1993)

## Сусідні муніципалітети
- Кастільйоне-делле-Стів'єре
- Медоле
- Черезара
- Казалольдо
- Азола
- Казальморо
- Аккуафредда
- Карпенедоло